# Joël Riguelle
 (septembre 2024).
Joël Riguelle, né le 27 octobre 1954 à Charleroi, est un acteur de théâtre et homme politique belge, membre du Centre Démocrate Humaniste.
En juin 1999, il est élu député au Parlement bruxellois et en novembre 2003 il devient bourgmestre de Berchem-Sainte-Agathe, reconduit lors des élections communales d'octobre 2012. De 2009 à 2014, il est également Président du groupe cdH au Parlement francophone bruxellois. En avril 2014, Joël Riguelle a annoncé à la presse qu'il ne briguerait pas de mandat de Député bruxellois. Mais toujours dans la politique et désireux de défendre ses idées, il est dernier suppléant sur la liste cdH à la Chambre pour les élections du 25 mai 2014.

## Carrière artistique
Musicien et comédien, Joël Riguelle foule les planches de certains cabarets-chanson de la Communauté française dans les années 1980. Mais il se fait particulièrement connaitre fin des années 1990 dans la revue humoristique Sois Belge et tais-toi produite par l’asbl Compagnie Victor, une comédie musicale satirico-politique.
Il y interprète plusieurs rôles comme Dominique Strauss-Kahn, Silvio Berlusconi, Kris Peeters, Olivier Deleuze... 
Il est notamment connu pour le sketch « Les clichés des Dupont » où il collabore avec Philippe Peters, parodiant les Dupond et Dupont au sujet de la situation politique et linguistique du pays et de sa population, ou encore pour ses « Leçons de Néerlandais » ou « Eerste, tweede, derde, vierde, vijfde, zesde, et zevende  les », sketches parodiques dans lesquels il incarne un professeur de néerlandais déjanté, mettant en exergue la difficulté d’apprentissage du néerlandais pour un belge francophone.

## Carrière politique
Agrégé en Langues Modernes et professeur de langues germaniques de 1975 à 1999, l’engagement de Joël Riguelle sur la scène politique locale commence dès 1975 à la Démocratie Chrétienne de Bruxelles, mouvement politique proche du Mouvement Ouvrier Chrétien. En 1976, il entre au PSC à la faveur des élections communales à Berchem-Ste-Agathe, parti qu’il suit lors de la réforme des statuts et du changement de dénomination en Centre Démocrate Humaniste (cdH) en 2002. 
En 1978, il collabore avec le député Jean-Louis Thys et son équipe sur le terrain. En 1985, il assume la présidence de la section locale du PSC et, en octobre 1988, est élu conseiller communal. En 1989, il renforce sa collaboration avec le Ministre Thys pour assumer, dans un premier temps, un rôle de communication, puis celui de secrétaire particulier chargé des relations avec le Parlement Bruxellois.
En octobre 1994, Joël Riguelle est réélu sur la Liste du Bourgmestre et occupe jusqu’en 2000 la fonction d’échevin chargé de l’urbanisme, de l’information et des festivités. Il y développe notamment le premier Plan Communal de Développement de la Région bruxelloise. En novembre 2003, au départ prématuré de son prédécesseur, il devient Bourgmestre de Berchem-Ste-Agathe. La victoire aux communales d’octobre 2006 (la LBR passe de 7 à 11 sièges) assied son maïorat pour la législature 2006 – 2012. En 2012, il est réélu comme Bourgmestre de la commune de Berchem-Sainte-Agathe, à la suite d'un accord de majorité passé avec le Mouvement Réformateur emmené par Michael Vander Mynsbrugge. Son nouveau mandat est en cours depuis le 1er décembre 2012. 
Sur le plan régional, Joël Riguelle accède en juin 1999 aux fonctions de député bruxellois, fonctions qu’il occupe aujourd’hui dans un troisième mandat. En tant que parlementaire, il a déposé une résolution sur le commerce équitable et une résolution sur la "Charte des Droits de l’Enfant Malade", qui ont été, toutes deux, votées à l’unanimité. Cette résolution a été à l’origine de la création de la première Maison de Répit pour les enfants gravement malades et leur famille en Région bruxelloise.

## Chronologie de ses fonctions politiques
- 1988 - 1994 : Conseiller communal à Berchem-Sainte-Agathe
- 1994 - 2000  : Echevin chargé de l’urbanisme, de l’information et des festivités à Berchem-Sainte-Agathe
- 1999 - 2014 : Député de la Région de Bruxelles-Capitale
- 2003 - 2020 : Bourgmestre de Berchem-Sainte-Agathe
- de 2009-2014 : Président du groupe cdH au Parlement francophone bruxellois

## Commissions parlementaires (législature 2009-2014)
- Parlement francophone bruxellois
  - Membre effectif de la Commission du Budget, de l'Administration, des Relations internationales et des Compétences résiduaires
  - Membre effectif de la Commission spéciale du Budget et du Compte du Parlement francophone bruxellois
  - Membre effectif de la Commission de Coopération avec d'autres parlements

- Parlement régional bruxellois
  - Membre effectif de la Commission des Finances, du Budget, de la Fonction publique, des relations extérieures et des Affaires générales

- Assemblée réunie de la Commission communautaire commune
  - Membre effectif de la Commission des Affaires sociales

## Décoration
- Chevalier de l'ordre de Léopold (2009)[9]